# Carlo Zuccari
Carlo Zuccari (Casalmaggiore, 10 novembre 1704 – Casalmaggiore, 3 maggio 1792) è stato un compositore e violinista italiano.
Attivo durante il tardo barocco e il primo classicismo, fu attivo principalmente a Milano, Olomouc e Londra.

## Biografia
Iniziò a studiare violino in giovane età dimostrando un notevole talento. All'età di 19 anni si trasferì a Vienna per proseguire la sua formazione musicale. Lì, le sue abilità attirarono l'attenzione della nobiltà. Nella capitale austriaca incontrò la nobildonna milanese Francesca Radaelli, una cantante dilettante, che sposò quando aveva 29 anni.
Subito dopo, viaggiò per anni in Europa per costruire la sua fama di virtuoso, prestando servizio per un certo periodo come Maestro di cappella prima di stabilirsi a Milano. All'età di 43 anni pubblicò il suo capolavoro Sonate a Violino, e Basso ò Cembalo, Opera Prima. Fu anche direttore dell'Accademia Filarmonica Milanese e, nel 1748, divenne membro dell'Orchestra Ducale. Nel 1750 fu primo violinista nell'orchestra di Giovanni Battista Sammartini. Nel 1760 fu a Londra come membro dell'Opera Italiana Orchestra. Lì pubblicò un metodo per violino, nel 1762 e nel 1764, Sonate per due Violini e Basso.
Nel 1778 si ritirò dalla vita musicale milanese e tornò con la moglie e i cinque figli nella nativa Casalmaggiore, dove insegnò musica fino alla morte.

## Opere e stile musicale
Le opere di Zuccari erano principalmente di stile barocco, nonostante fosse vissuto nella prima età classica. Come violinista si concentrò su intricati ornamenti musicali per sonate che facevano affidamento sulla sua esperienza. Le sue sonate enfatizzavano la storia della musica con suoni autentici, al contrario delle cantate. [Questi concetti sono molto discutibili. Cristina Cimagalli] La maggior parte dei suoi pezzi di spicco furono pubblicati tra la fine degli anni 1740 e la metà degli anni 1760.
Tra le sue opere:
- Sonate a Violino, e Basso ò Cembalo, Opera Prima  (c. 1747, Milano) - la decima di queste 12 sonate per violino e basso continuo fu per qualche tempo attribuita a Bach (BWV Anh. 184)
- The True Method of Playing at Adagio (1762)
- Four Manuscriptsi (1764, Londra)
- Concerti per Concertato Violino e strumenti
- Solo per Violino e Basso
- Sonata per flauto solo e basso
- Sonate per violoncello
- 12 Trio Sonate (1765, Milano) [1]